# Суперкубок України з футболу
Суперку́бок Украї́ни з футбо́лу, через рекламні права офіційно називається UDP Суперкубок України — одноматчевий турнір, який проводиться Об'єднанням професіональних футбольних клубів України «Прем'єр-ліга» та у якому грають чемпіон та володар Кубка України попереднього сезону. Якщо Кубок і чемпіонат виграла одна команда, то в Суперкубку грають чемпіон і друга команда чемпіонату.

## Історія
Суперкубок України з футболу розігрується з 2004 року, у першому турнірі брали участь переможці чемпіонату й Кубка сезону 2003—2004 років.
Проводиться перед початком нового регулярного чемпіонату (крім 2021 року), як правило, на нейтральному полі. Господар поля визначається жеребкуванням. Якщо після закінчення основного часу матчу переможець не виявлений, призначається серія пенальті.
2022 року матч за Суперкубок України було вперше скасовано, оскільки через російське вторгнення в Україну розіграші Прем'єр-ліги і Кубка України з футболу 2021-2022 не були завершені.

## Трофей
Суперкубок — перехідний приз. На заміну перехідному призу клубу-переможцю назавжди вручають його зменшену копію. 2009 року Суперкубок України зразка 2004–2009 років назавжди залишився у «Динамо» (Київ), як останнього володаря цього трофея. Напередодні Інтер Суперкубка 2010 у Запоріжжі був представлений цілком новий трофей, який і був розіграний. Проте після перемоги «Динамо» (Київ) у Інтер Суперкубку 2011, яка для киян стала п'ятою, Суперкубок зразка 2010–2011 років також був переданий «Динамо» (Київ) назавжди. Позаяк за положенням ФФУ, клуб, який завоював Суперкубок п'ять разів, отримує право на його на вічне зберігання, з 2012 року цей трофей став виглядати інакше. 10 липня 2013 «Шахтар» в матчі з «Чорноморцем» виборов свій 5-й Ссуперкубок України з футболу і отримав цей трофей у постійне зберігання.

## Результати
| Сезон | Місце проведення                                                                    | Переможець         | Рахунок             | Фіналіст               |
| ----- | ----------------------------------------------------------------------------------- | ------------------ | ------------------- | ---------------------- |
| 2004  | 10 липня 2004 року 17:00 Одеса — Центральний стадіон «Чорноморець» Глядачів: 34 362 | «Динамо» (Київ)    | 1:1, пен. 6:5 (1:0) | «Шахтар» (Донецьк)     |
| 2005  | 9 липня 2005 року 20:45 Одеса — Центральний стадіон «Чорноморець» Глядачів: 34 400  | «Шахтар» (Донецьк) | 1:1, пен. 4:3 (1:1) | «Динамо» (Київ)        |
| 2006  | 16 липня 2006 року 20:30 Одеса — Центральний стадіон «Чорноморець» Глядачів: 34 000 | «Динамо» (Київ)    | 2:0 (1:0)           | «Шахтар» (Донецьк)     |
| 2007  | 10 липня 2007 року 20:30 Одеса — Центральний стадіон «Чорноморець» Глядачів: 32 000 | «Динамо» (Київ)    | 2:2, пен. 4:2 (2:1) | «Шахтар» (Донецьк)     |
| 2008  | 15 липня 2008 року 20:45 Полтава — «Ворскла» ім. Бутовського Глядачів: 24 850       | «Шахтар» (Донецьк) | 1:1, пен. 5:3 (1:1) | «Динамо» (Київ)        |
| 2009  | 11 липня 2009 року 20:45 Суми — «Ювілейний» Глядачів: 18 500                        | «Динамо» (Київ)    | 0:0, пен. 4:2 (0:0) | «Ворскла» (Полтава)    |
| 2010  | 4 липня 2010 року 20:45 Запоріжжя — «Славутич-Арена» Глядачів: 10 500               | «Шахтар» (Донецьк) | 7:1 (2:1)           | «Таврія» (Сімферополь) |
| 2011  | 5 липня 2011 року 21:00 Полтава — «Ворскла» ім. О.Бутовського Глядачів: 24 750      | «Динамо» (Київ)    | 3:1 (2:1)           | «Шахтар» (Донецьк)     |
| 2012  | 10 липня 2012 року 21:00 Луганськ — «Авангард» Глядачів: 21 050                     | «Шахтар» (Донецьк) | 2:0 (2:0)           | «Металург» (Донецьк)   |
| 2013  | 10 липня 2013 року 21:00 Одеса — «Чорноморець» Глядачів: 32 400                     | «Шахтар» (Донецьк) | 3:1 (2:1)           | «Чорноморець» (Одеса)  |
| 2014  | 22 липня 2014 року 21:00 Львів — Арена Львів Глядачів: 34 347                       | «Шахтар» (Донецьк) | 2:0 (0:0)           | «Динамо» (Київ)        |
| 2015  | 14 липня 2015 року 21:00 Одеса — «Чорноморець» Глядачів: 34 164                     | «Шахтар» (Донецьк) | 2:0 (0:0)           | «Динамо» (Київ)        |
| 2016  | 16 липня 2016 року 21:00 Одеса — «Чорноморець» Глядачів: 26 109                     | «Динамо» (Київ)    | 1:1, пен. 4:3 (0:0) | «Шахтар» (Донецьк)     |
| 2017  | 15 липня 2017 року 21:00 Одеса — «Чорноморець» Глядачів: 34 146                     | «Шахтар» (Донецьк) | 2:0 (1:0)           | «Динамо» (Київ)        |
| 2018  | 21 липня 2018 року 21:00 Одеса — «Чорноморець» Глядачів: 27 400                     | «Динамо» (Київ)    | 1:0 (1:0)           | «Шахтар» (Донецьк)     |
| 2019  | 28 липня 2019 року 21:00 Одеса — «Чорноморець» Глядачів: 27 400                     | «Динамо» (Київ)    | 2:1 (0:1)           | «Шахтар» (Донецьк)     |
| 2020  | 25 серпня 2020 року 21:00 Київ — НСК «Олімпійський» Глядачів: 0                     | «Динамо» (Київ)    | 3:1 (2:1)           | «Шахтар» (Донецьк)     |
| 2021  | 22 вересня 2021 року 21:00 Київ — НСК «Олімпійський» Глядачів: 27 553               | «Шахтар» (Донецьк) | 3:0 (1:0)           | «Динамо» (Київ)        |
| 2022  | не проводився                                                                       | не проводився      | не проводився       | не проводився          |
| 2023  | не проводився                                                                       | не проводився      | не проводився       | не проводився          |
| 2024  | не проводився                                                                       | не проводився      | не проводився       | не проводився          |

## Статистика за клубами
Результати Суперкубка УРСР не враховано
| Клуб                   | Перемоги | Поразки | Переможні роки                                       | Роки поразок                                   |
| ---------------------- | -------- | ------- | ---------------------------------------------------- | ---------------------------------------------- |
| «Динамо» (Київ)        | 9        | 6       | 2004, 2006, 2007, 2009, 2011, 2016, 2018, 2019, 2020 | 2005, 2008, 2014, 2015, 2017, 2021             |
| «Шахтар» (Донецьк)     | 9        | 8       | 2005, 2008, 2010, 2012, 2013, 2014, 2015, 2017, 2021 | 2004, 2006, 2007, 2011, 2016, 2018, 2019, 2020 |
| «Ворскла» (Полтава)    | 0        | 1       |                                                      | 2009                                           |
| «Таврія» (Сімферополь) | 0        | 1       |                                                      | 2010                                           |
| «Металург» (Донецьк)   | 0        | 1       |                                                      | 2012                                           |
| «Чорноморець» (Одеса)  | 0        | 1       |                                                      | 2013                                           |

### По тренерам
| №     | Ім'я                 | Клуб                            | Переможці | Переможені |
| ----- | -------------------- | ------------------------------- | --------- | ---------- |
| 1     | Мірча Луческу        | Шахтар (Донецьк), Динамо (Київ) | 8         | 5          |
| 2     | Олександр Хацкевич   | Динамо (Київ)                   | 2         | 1          |
| 3     | Анатолій Дем'яненко  | Динамо (Київ)                   | 2         | —          |
| 4-5   | Сергій Ребров        | Динамо (Київ)                   | 1         | 2          |
| 4-5   | Паулу Фонсека        | Шахтар (Донецьк)                | 1         | 2          |
| 6     | Юрій Сьомін          | Динамо (Київ)                   | 1         | 1          |
| 7-9   | Валерій Газзаєв      | Динамо (Київ)                   | 1         | —          |
| 7-9   | Роберто Де Дзербі    | Шахтар (Донецьк)                | 1         | —          |
| 7-9   | Олексій Михайличенко | Динамо (Київ)                   | 1         | —          |
| 10    | Луїш Каштру          | Шахтар (Донецьк)                | —         | 2          |
| 11-16 | Леонід Буряк         | Динамо (Київ)                   | —         | 1          |
| 11-16 | Роман Григорчук      | Чорноморець (Одеса)             | —         | 1          |
| 11-16 | Микола Павлов        | Ворскла (Полтава)               | —         | 1          |
| 11-16 | Сергій Пучков        | Таврія (Сімферополь)            | —         | 1          |
| 11-16 | Володимир Пятенко    | Металург (Донецьк)              | —         | 1          |

## Бомбардири
Подані усі футболісти, які забили у турнірі більше одного м'яча
| No  | Гравець           | Клуб               | Голи |
| --- | ----------------- | ------------------ | ---- |
| 1   | Олександр Гладкий | «Шахтар» (Донецьк) | 4    |
| 2-4 | Луїс Адріану      | «Шахтар» (Донецьк) | 3    |
| 2-4 | Артем Мілевський  | «Динамо» (Київ)    | 3    |
| 2-4 | Фред              | «Шахтар» (Донецьк) | 3    |
| 5-9 | Олег Гусєв        | «Динамо» (Київ)    | 2    |
| 5-9 | Тарас Михалик     | «Динамо» (Київ)    | 2    |
| 5-9 | Алан Патрік       | «Шахтар» (Донецьк) | 2    |
| 5-9 | Лассіна Траоре    | «Шахтар» (Донецьк) | 2    |
| 5-9 | Факундо Феррейра  | «Шахтар» (Донецьк) | 2    |